# Ginés Parra
Ginés Parra (Zurgena, Almería, 24 de enero de 1896 - París, 19 de abril de 1960), cuyo verdadero nombre era José Antonio Ramón Parra Menchón, fue un pintor español.

## Vida y obra
Su familia emigró a Tremecén, en Argelia, en 1901. Allí pasó su infancia y pubertad y trabajó junto a su padre como minero. 
Tras varios viajes por Argentina y otros países de América del Sur, realizados entre 1910 y 1916, se traslada a Estados Unidos. Trabajó en unas minas de cobre de Arizona para instalarse luego en Los Ángeles y pronto se muda a Nueva York, donde comienza a recibir clases en la Liga de estudiantes de arte de Nueva York. Inicia posteriormente sus estudios de arte en la National Academy School of Fine Arts de la Gran Manzana, aunque se ve obligado a seguir trabajando en el metro y como camarero para subsistir.
Sobre 1920 se instala en París, en un estudio del barrio de Montparnasse, para continuar su formación en la École Nationale Supérieure des Beaux-Arts. En los primeros tiempos continuó, como siempre, trabajando al margen del arte, esta vez como lavacoches y mozo de almacén.
No obstante, al poco, durante los años de oro del arte en la ciudad, trata ya con otros pintores como Pablo Picasso, Julio González o Manuel Ángeles Ortiz, y participa junto a ellos en diversas exposiciones, como la de la Sociedad de Artistas Franceses, el Salón de otoño o el Salón de los Independientes.
En 1927 expone junto a Joaquín Roca en la galería du Taureau de París y, al poco, uno de sus trabajos más elogiados en el Salón de los Independientes, Leda y el cisne, es adquirido por una galería de Boston. 
En los años 30 y 40 su fama se asienta y se distingue como miembro de la Nueva Escuela de París. Sin embargo, proverbiales problemas económicos le obligan a deshacerse de su amplia colección de arte, en la que figuraban obras de Edgar Degas, Amedeo Modigliani, Armand Guillaumin o el propio Picasso. 
El estallido de la Guerra Civil le sorprende en Madrid, donde se alinea decididamente con el bando republicano, por lo que es apresado. Sólo recobró la libertad gracias a la intercesión de Francisco Cossío.

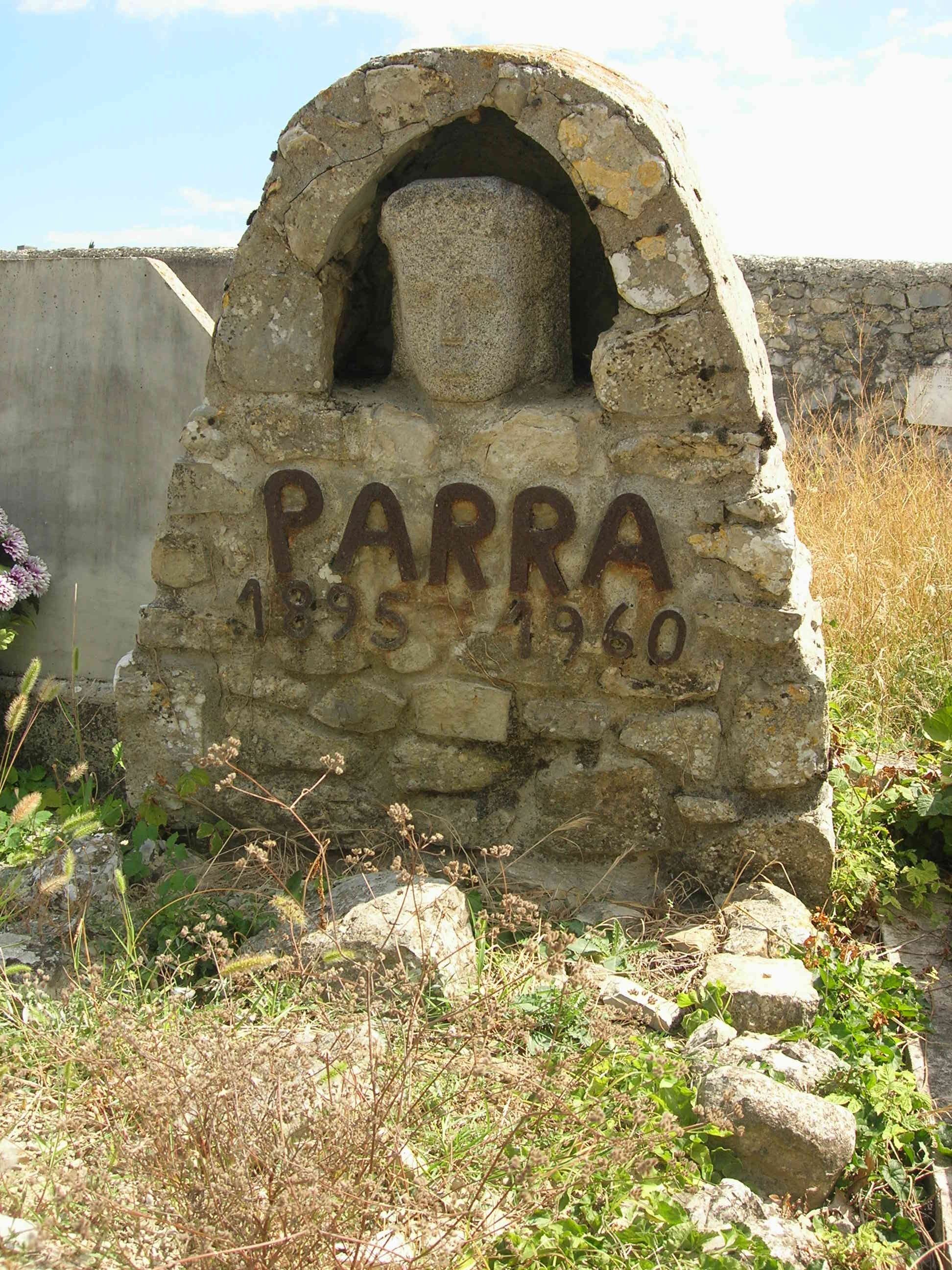
Saint-Thomé, Ardèche, Francia.

En los años siguientes viaja varias veces a España y expone en diversas ciudades de Europa ( Praga, 1946, Bruselas, 1947, Estocolmo, 1947, Londres) y América (Lima, São Paulo, Ciudad de México, La Habana, Buenos Aires), y en las galerías Breteau y Monatler (1948). En 1959 expone junto a Picasso en la galería Trouche y con Óscar Domínguez en Bretaña.
Ese mismo año se le descubre un cáncer y tras varios meses de enfermedad muere en París, en abril de 1960. Muy poco después, el Salón de los Independientes le dedica una muestra antológica y Picasso y otros amigos creaban la Sociedad de Amigos de Parra.

## Exposiciones
Una vez fallecido el artista, su obra se ha expuesto en diversas muestras e instituciones artísticas. Entre ellas figuran la Kalman Gallery de Londres, algunos museos australianos, la galería Frontera de Madrid, la sala de la Caja de Ahorros del Sureste de España en Alicante, en su pueblo natal, Zurgena, etc. Cuadros de Parra figuran entre otros en el Narodní Muzeum de Praga, la Moravská Galerie de la ciudad de Brno (República Checa), el Museum of Fine Arts de Boston, el Museo de Arte de São Paulo, o en el Museo de La Habana, y en las colecciones de numerosos compañeros, entre otros, el propio Picasso.
No será hasta 1974, sin embargo, cuando se celebre en Madrid la primera exposición dedicada al artista. Cabe destacar la organización que con el motivo del centenario de su nacimiento celebró Caja Madrid en 1996, Ginés Parra. Un pintor de la Escuela de París.

## Estilo
Su obra es figurativa y sencilla, bajo cuya simplicidad sin embargo subyace siempre una gran fuerza creadora. 
En su obra se combinan motivos que van desde el desnudo al paisaje con arquitecturas, bodegones y figuras, pasando por los temas religiosos. Su técnica más característica es el óleo sobre lienzo, utilizado con formas sintéticas y equilibradas y de gruesos trazos oscuros que recortan de manera contundente los campos de color, dando como resultado obras de gran plasticidad. 
Entre los que más apreciaron e influyeron en su pintura se encuentran miembros de la Nueva Escuela de París, como los ya mencionados Picasso y Domínguez, los españoles Francisco Bores, Joaquín Peinado, Orlando Pelayo, Hernando Viñes, el chileno Eudaldo o el francés Jean Le Moal.

## Enlaces
- Una exposición recupera la obra de Ginés Parra, un almeriense perteneciente al grupo de París, artículo aparecido en El País el 30 de marzo de 2000.
- Ginés Parra en estudio-53
- Ginés Parra en Galería de Arte José de la Mano.
- Ginés Parra en ArteSpain.com.
- Ginés Parra en ArteLista.com.
- Ginés Parra en ArtFacts.net.
- Ginés Parra en Galería Mun.com
- E.A.: El alma indomable de Ginés Parra, en Galería Antiqvaria: Arte contemporáneo, antigüedades, mercado, coleccionismo. ISSN 1130-2747, n.º 217, 2003, pags. 58-59.

- Datos: Q3106845
- Multimedia: Ginés Parra / Q3106845